# Múscul extensor radial curt del carp
El múscul extensor radial curt del carp o segon radial extern (musculus extensor carpi radialis brevis) és un múscul que recorre l'avantbraç per la regió lateral des de l'extrem distal de l'húmer fins a la base del tercer metacarp. Té com a funció l'extensió del canell amb una certa abducció degut a l'obliqüitat del tendó.
Allarga la mà i també l'abdueix cap a l'articulació del canell.

## Origen, recorregut i inserció
S'origina a l'epicòndil, en el lligament col·lateral radial del colze i en el septe que el separa del múscul extensor comú dels dits. Baixa lateral i una mica per darrere del radi en el mateix compartiment que els músculs primer radial extern i supinador llarg. La primera meitat superior del recorregut correspon a una massa carnosa que està en contacte per davant amb el múscul primer radial extern, medialment amb el radi i per darrere amb múscul extensor comú dels dits. La cara lateral és subcutània. La meitat inferior és tendó. El tendó està acompanyat del tendó del primer radial extern i recorren el lateral del radi fins a l'alçada de l'extrem inferior d'aquest os. Segueix una trajectòria en la part dorsal; passa per darrere de l'apòfisi estiloides i pel dors dels ossos del carp. Acaba per inserir-se en el dors de la base del tercer metacarpià.

## Innervació i vascularització
Està innervat pel nervi radial. La irrigació va a càrrec de l'artèria recurrent radial.

## Imatges

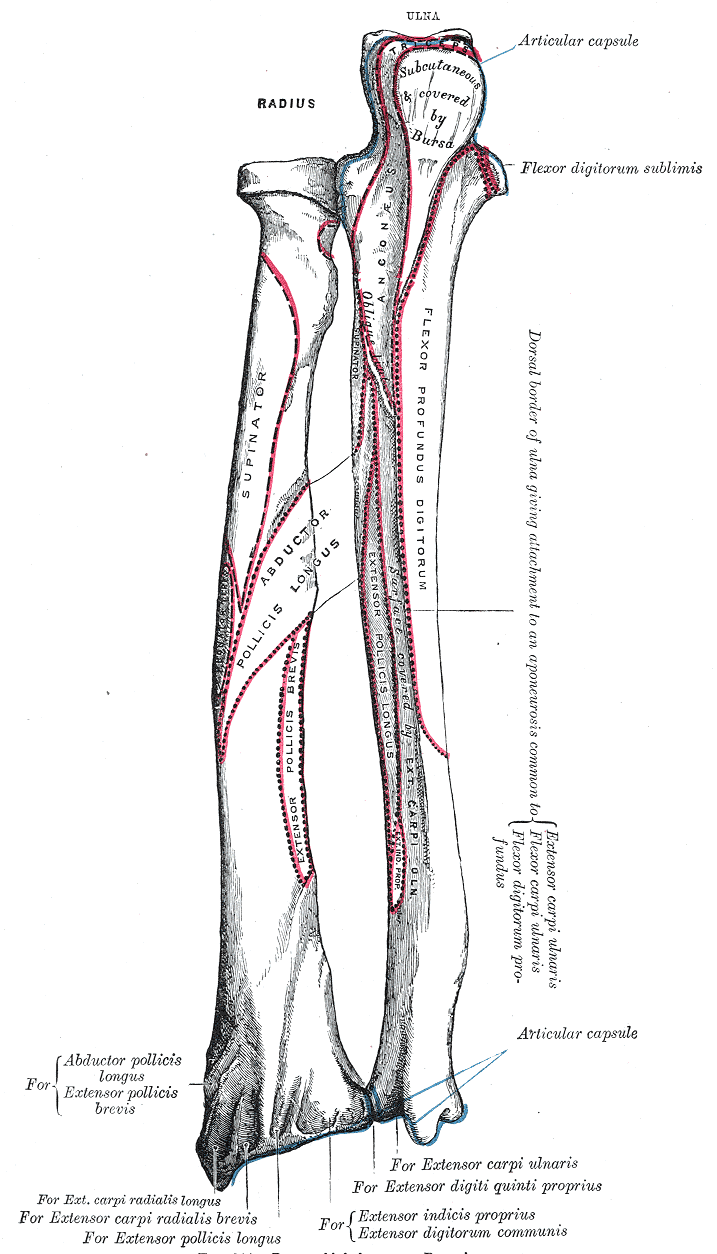
Cara posterior dels ossos de l'avantbraç esquerre.
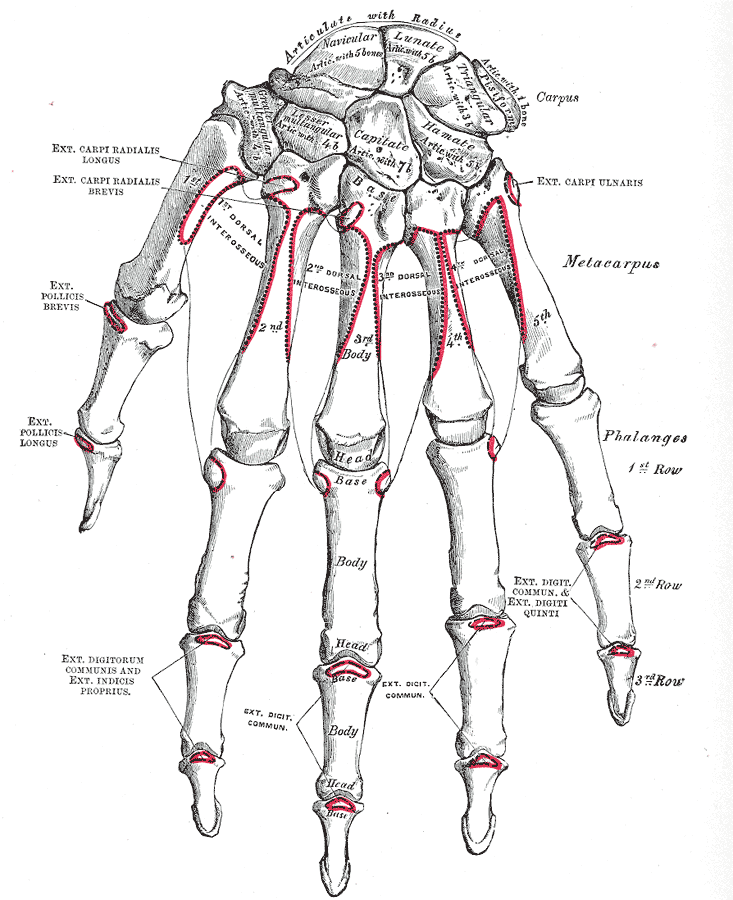
Superfície dorsal dels ossos de la mà esquerra.
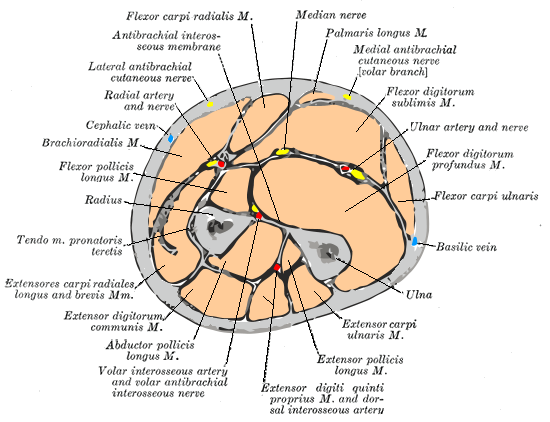
Secció transversal de la part mitjana de l'avantbraç.
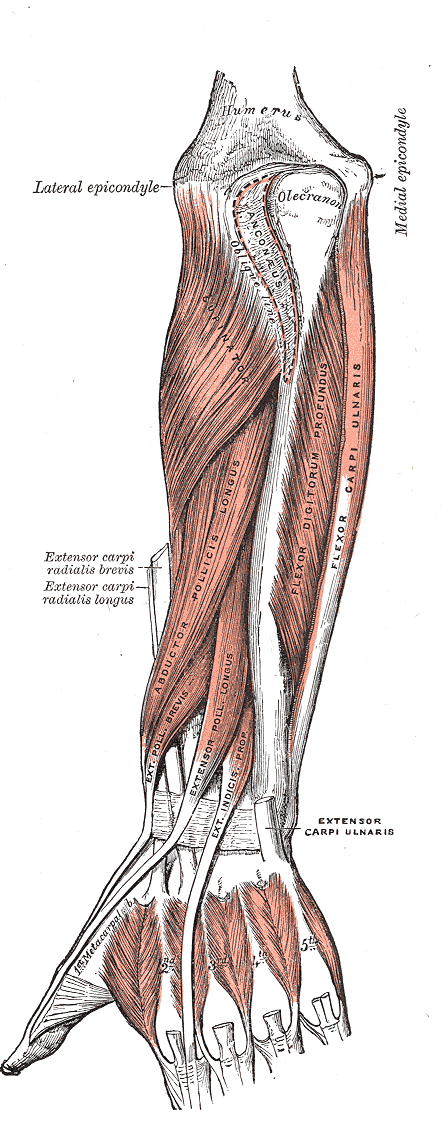
Superfície posterior de l'avantbraç. Músculs profunds.
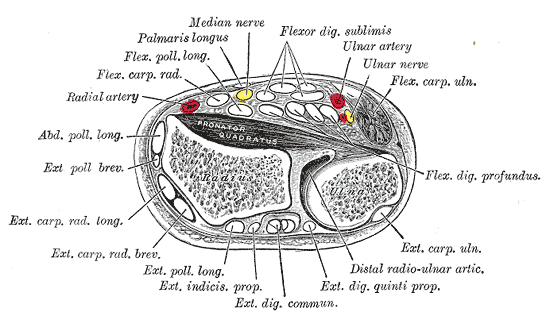
Secció transversal a través dels extrems distals del radi i el cúbit.
Secció transversal a nivell del canell i els dits.
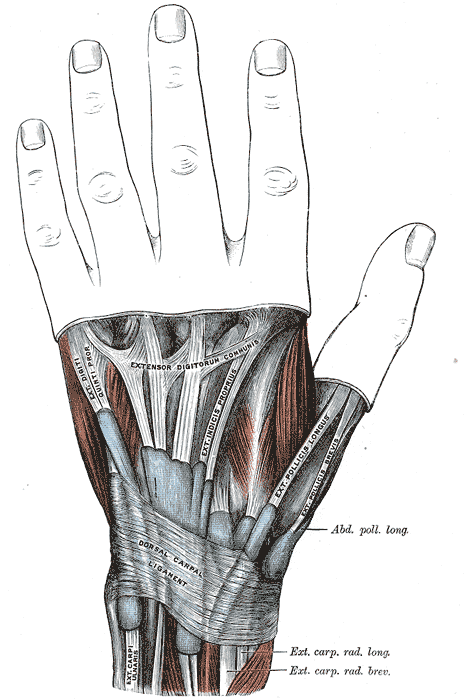
Beines mucoses dels tendons en la part posterior del canell.
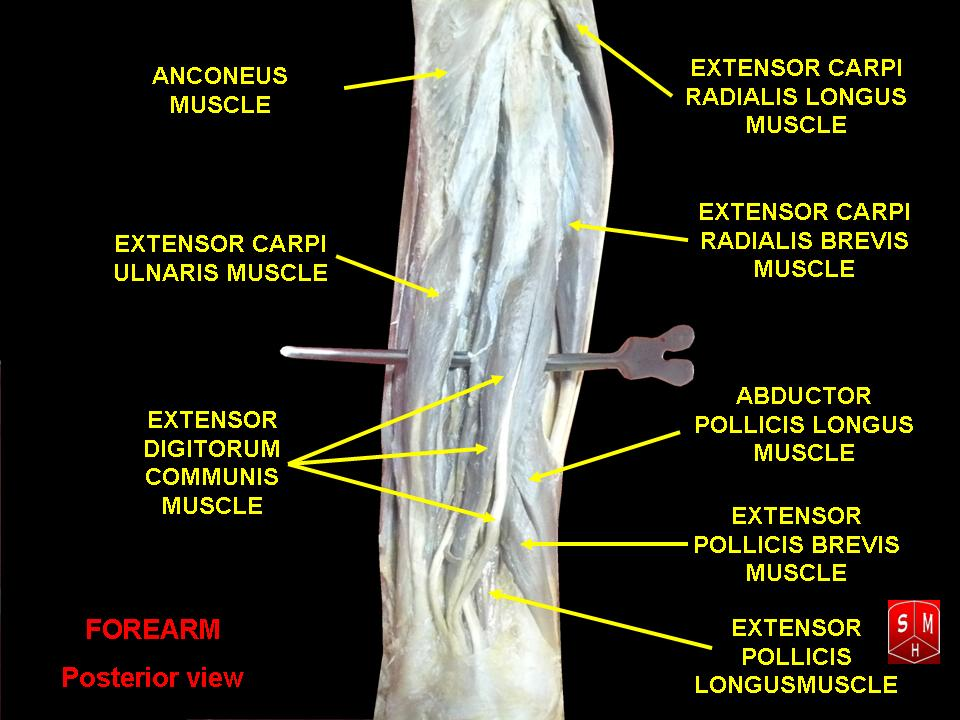
Múscul extensor radial curt del carp.